# Fluido perivitelino
El fluido perivitelino es un fluido extracelular encontrado en los huevos de la mayoría de los gasterópodos y constituye la fuente principal de nutrición y defensa para sus embriones. Este fluido reemplaza al vitelo de los huevos de otros animales, el cual en los huevos de caracol está reducido a gránulos proteicos no nutritivos con probable función enzimática.
Durante el desarrollo embrionario, el fluido perivitelino es ingerido macropinocíticamente por los embriones y los fagosomas resultantes se fusionan con los gránulos β que contienen enzimas hidrolíticas, las cuales digieren los componentes del fluido perivitellno.

## Origen
El fluido perivitelino es sintetizado por la glándula del albumen de los caracoles hembra (también conocida como complejo glándula del albumen-glándula de la cápsula o glándula uterina), una glándula accesoria del tracto reproductor femenino. Los oocitos fertilizados ingresan a la glándula del albumen y, en su camino hacia el exterior, son recubiertos con el fluido perivitelino.  La cantidad de fluido perivitelino del huevo varía considerablemente entre distintas especies. Sin embargo, es constante dentro de cada especie.  En este sentido, ha sido demostrado en los caracoles manzana del género Pomacea que durante la estación reproductiva, cuándo los precursores de los nutrientes en la glándula del albumen disminuyen debido a oviposiciones repetidas, las hembras tienden a reducir el número de huevos por puesta pero no la cantidad de nutrientes en cada huevo.

## Composición
El fluido perivitelino contiene predominantemente galactógeno, proteínas, y calcio.
Los carbohidratos son, invariablemente, el componente más abundante del fluido perivitelino. Específicamente, los huevos de la mayoría de los gasterópodos acumulan el polisacárido de reserva galactógeno,  el cual proporciona la fuente de energía principal para el embrión en desarrollo. Una cantidad pequeña de glucosa soluble fue también detectada en algunas especies. 
Las proteínas, llamadas perivitelinas, es el segundo componente más abundante del fluido perivitelino. Las perivitelinas son también una fuente de nutrientes para los embriones de caracol, y tiene un rol en la protección contra patógenos  y depredadores, incluyendo proteínas no-digeribles, toxinas e inhibidores de proteaseas.  Estas proteínas fueron estudiadas exhaustivamente en los caracoles manzana del género Pomacea, donde fueron originalmente agrupadas en tres fracciones. Dos de estas fracciones son las más abundantes, la perivitelina-1 o PV1 y la perivitelina-2 o PV2 (comprendiendo aproximadamente el 70% de proteína total). La tercera es una fracción heterogénea denominada perivitelina-3 o fracción PV3. Análisis proteómicos recientes demostraron que el fluido perivitelino de los caracoles Pomacea tiene entre 34-38 proteínas diferentes con una gran variedad de funciones.
Los lípidos son un componente menor en el fluido perivitelino, mayoritariamente representados por lípidos de membrana, indicando que los caracoles no utilizan lípidos como reserva de energía importante durante la reproducción. Aparte de lípidos estructurales, algunos huevos también contienen pigmentos carotenoides, principalmente astaxantina. Estos pigmentos lipídicos han sido asociados con funciones antioxidantes y fotoprotectoras,  y también proporcionan a los huevos de Pomacea el color llamativo típico que funcionaría, en algunas especies, como señal de advertencia (i.e. aposematismo) para disuadir a los depredadores.
Entre los componentes inorgánicos, el ion de calcio es el más abundante en el fluido perivitelino. Como estos caracoles tienen desarrollo directo, el calcio necesita ser almacenado para permitir el desarrollo de la concha del caracol durante la organogénesis. Además, el calcio es el componente principal  de la cubierta de los huevos de aquellas especies de caracoles con oviposición aérea.